# Університет Галла
53°46′18″ пн. ш. 0°22′10″ зх. д. / 53.77167° пн. ш. 0.36944° зх. д.
Університет Галла — один із наймолодших британських університетів, історія якого почалася у 1927 році із заснування зовнішнього коледжу Лондонського університету. Основна частина університету розташована на Коттінгем-роуд у Кінгстоні-апон-Галл (скорочено Галл) у Східному Йоркширі. Завдяки об'єднанню з кількома академічними інститутами, кампус постійно зростає з 2000 року. Кампус у Галлі також включає Медичну школу Галл-Йорка, спільний інститут університетів Галла та Йорка. Другий, менший кампус розташований у Скарборо.

## Історія та кампус
Наріжний камінь Університетського коледжу Галла, який спочатку був відділенням Лондонського університету, був закладений у 1928 році герцогом Йоркським, який пізніше став Георгом VI. Землю коледжу надала міська рада та місцеві меценати Томас Ференс та Г. Ф. Грант. Через рік розпочали свою діяльність чотирнадцять кафедр з 39 студентами. У той час коледж розташовувався в одній будівлі, названій на честь математика, народженого в Галлі, Джона Венна, тут зараз розміщується адміністрація університету.

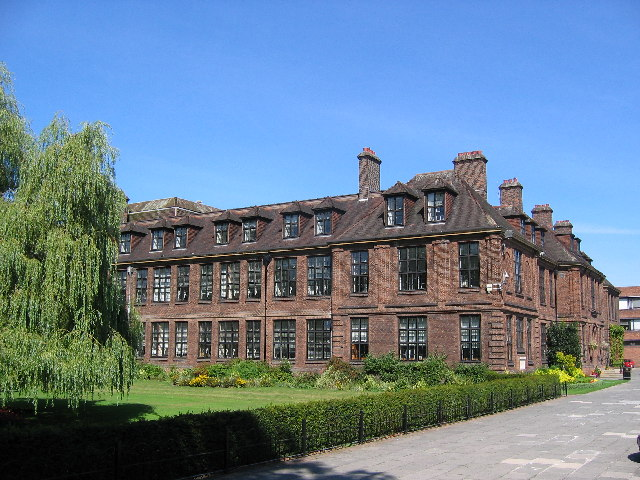
Будівля Венна, споруджена в 1928 році, зараз є адміністративною будівлею.

Герб університету, розроблений у 1928 році, містить смолоскип, що символізує навчання, троянду для Йоркширу, корону для міста Галл, лілію для Лінкольнширу та голуба миру з герба Томаса Ференса. Ці символи були включені до сучасного логотипа університету.
У 1954 році Університетський коледж здобув незалежність від Лондонського університету згідно з Королівською хартією, ставши третім університетом у Йоркширі та чотирнадцятим в Англії. У 1960-х роках на території кампусу спорудили численні нові будівлі, такі як бібліотека Брінмора Джонса.
У 1972 році Джордж Вільям Грей та Кен Гаррісон відкрили в хімічній лабораторії університету рідкі кристали, які залишалися стабільними за кімнатної температури та принесли величезний успіх РК-дисплеям в електронній промисловості.
У 2000 році Університет придбав будівлі Університетського коледжу Скарборо, педагогічного коледжу, який став кампусом Скарборо Університету Галла. Університет ще більше розширився у 2003 році, придбавши будівлі сусіднього кампусу Університету Лінкольна, який з 2005 року є домівкою для Медичної школи Галла-Йорка, а нещодавно — Бізнес-школи як Західного кампусу університету.

## Факультети та інститути

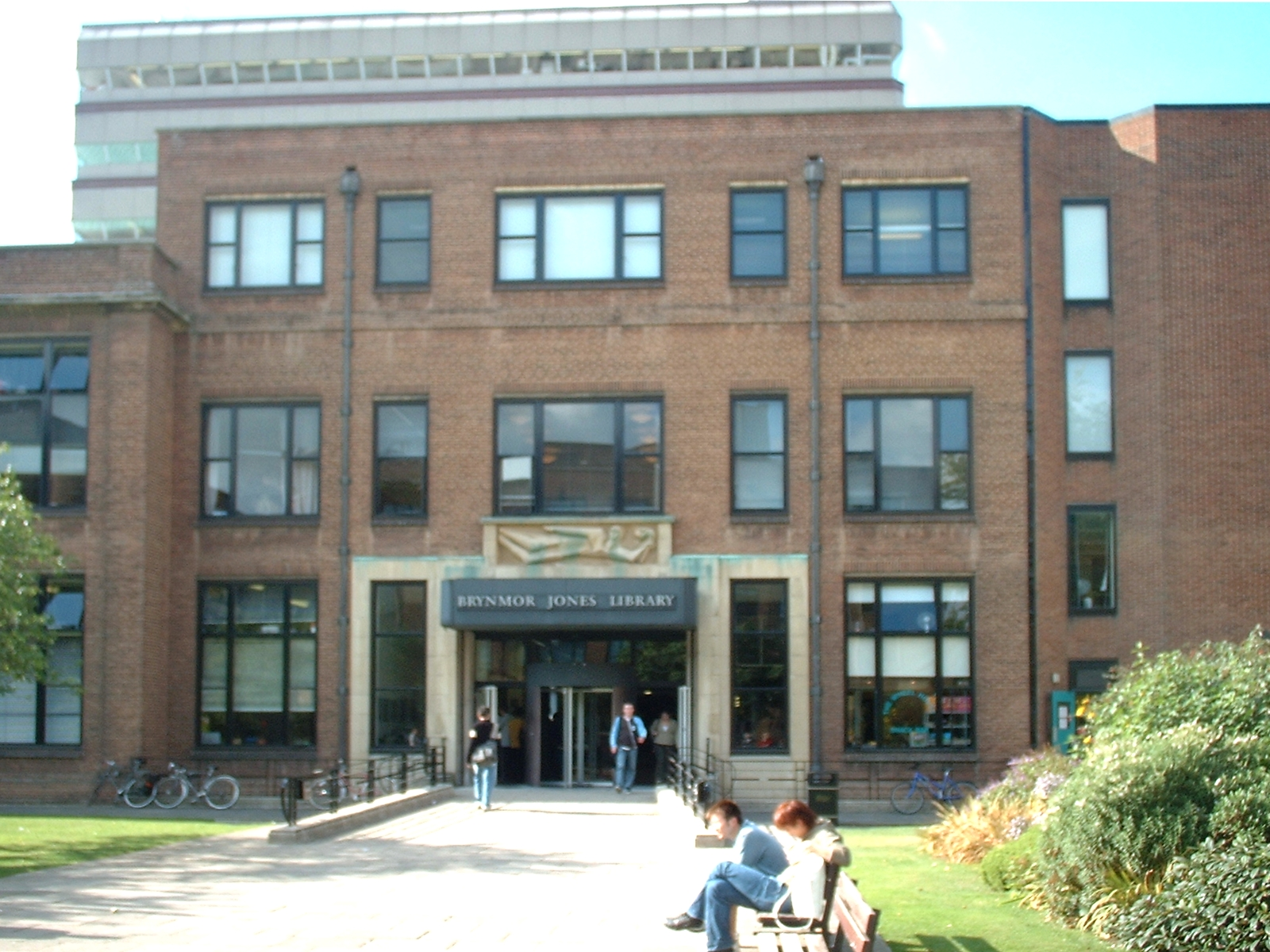
Бібліотека Брінмора Джонса на кампусі Халла.

Університет поділяється на сім установ:
Факультет гуманітарних та соціальних наук
Факультет мистецтв та соціальних наук включає кафедри кримінології та соціальних наук, театру та музики, англійської мови, історії, гуманітарних наук, права, сучасних мов (французької, німецької, італійської, іспанської), політології та міжнародних досліджень, мистецтва та нових медіа, а також кафедру соціальної роботи. Школа мистецтв та нових медіа в Скарборо була заснована в серпні 2006 року. Театрознавство викладається в Центрі Гульбенкяна, до складу якого входить Театр Дональда Роя. Кафедра музикознавства розташована в будівлі Ларкіна. Центр морських історичних досліджень (MHSC), розташований в історичному будинку Блейдс, є одним з небагатьох міжнародних дослідницьких центрів, що спеціалізуються виключно на морській історії. Всесвітньо відомий Інститут Вілберфорса з вивчення рабства та емансипації займається історичними дослідженнями рабства з 2006 року.
Медичний факультет
Медична школа Галла-Йорка розпочала свою діяльність на Західному кампусі в жовтні 2003 року. Студенти-медики здобувають подвійний диплом в університетах Галла та Йорка.
Факультет охорони здоров'я та соціальної допомоги
Факультет охорони здоров'я та соціальної допомоги включає кафедри медсестринства та акушерства, а також Центр прикладних наук про здоров'я. Факультет розташований в Західному кампусі (колишній кампус Університету Гамберсайду, пізніше Університету Лінкольна, з яким налагоджено співпрацю).
Медичний науково-дослідний інститут
Інститут післядипломної медичної освіти був заснований у 1994 році. Один з його найвідоміших підрозділів досліджує методи магнітного резонансу, що використовуються в дослідженнях раку.
Факультет прикладних наук
Факультет природничих наук включає кафедри інформатики, біології, фізики, хімії, спортивної науки, інженерії, психології, географії та Центр екологічних та морських наук.
Бізнес-школа (HUBS)була заснована в серпні 1999 року та має понад 2000 студентів. Бізнес-школа є тринадцятою бізнес-школою у Великій Британії, яка отримала акредитацію Потрійної Корони з моменту її акредитації AACSB у квітні 2011 року. Більша частина бізнес-школи розташована в кампусі Галла. У Скарборо розташований Центр менеджменту Скарборо.
Інститут педагогічних наукЦей інститут включає Центр освітньої науки та навчання протягом усього життя. До інституту належить Скарбороська школа педагогіки, колишній педагогічний коледж, відомий як Коледж Норт-Райдинг. Спочатку це був Університетський коледж Скарборо, а зараз він є частиною Університету Галла в кампусі Скарборо.

## Кількість студентів
З 14 255 студентів у 2019/2020 навчальному році 8 020 жінок (56,3 %) та 6195 чоловіків (43,5 %). 12 160 осіб прибули з Англії, 30 з Шотландії, 65 з Уельсу, 35 з Північної Ірландії, 485 з ЄС та 1470 з країн, що не входять до ЄС. 11 930 студентів у 2019/2020 році здобували свій перший ступінь, тобто вони були <i id="mwhg">студентами бакалаврату</i>. 2325 працювали над отриманням вищого ступеня; вони були аспірантами. З них 630 займалися дослідницькою діяльністю.
У 2008 році в університеті навчалося 19 818 студентів та працювало 2515 співробітників. У 2014/2015 році навчалося 9265 жінок та 7745 чоловіків, а загалом навчалося 17 010 студентів.

## Відомі випускники та співробітники
Випускники
- Фейсал аль-Касем (* 1961), театрознавець
- Ентоні Гідденс (* 1938), соціолог
- Мухтар Кент (* 1952), президент компанії Coca-Cola
- Роджер Макгоф (нар. 1937), поет
- Пітер Маркгем, кінорежисер, директор Консерваторії AFI в Лос-Анджелесі
- Ентоні Мінгелла (1954—2008), режисер
- Джон Прескотт (1938—2024), віцепрем'єр-міністр з 1997 по 2007 рік
- Джонатан Рабан (1942—2023), письменник
- Трейсі Торн (нар. 1962) та Бен Ватт (нар. 1962), поп-дует «Everything but the Girl»
- Гвідо Імбенс (* 1963), нідерландсько-американський економіст, лауреат Нобелівської премії 2021 року
- Ана Брнабич (* 1975), прем'єр-міністр Сербії

Співробітники
- Філіп Ларкін (1922—1985), поет (працював бібліотекарем у місті Галл)
- Ендрю Моушн (* 1952), поет і поет-лауреат (викладав англійську мову в Галлі)
- Девід Дж. Старкі (* 1954), директор-засновник Центру морських історичних досліджень (MHSC)